# Halfway Tree
Halfway Tree to drugi album jamajskiego artysty reggae Damiana Marleya, wydany 11 września 2001 roku nakładem wytwórni Motown Records.
Wydawnictwo zostało wyprodukowane przez Stephena Marleya, Swizz Beatza oraz samego Damiana i zadebiutowało na 2. miejscu notowania Top Reggae Albums. 
W 2002 roku za płytę Damian Marley otrzymał Nagrodę Grammy w kategorii Best Reggae Album.

## Lista utworów
Opracowano na podstawie źródła.
| #   | Tytuł                      | Wykonanie                                               | Producent      | Czas |
| --- | -------------------------- | ------------------------------------------------------- | -------------- | ---- |
| 1   | "Educated Fools"           | - Damian Marley - Treach - Bounty Killer - Bunny Wailer | Stephen Marley | 5:16 |
| 2   | "More Justice"             | - Damian Marley                                         | Damian Marley  | 3:34 |
| 3   | "It Was Written"           | - Damian Marley - Capleton - Drag-On - Stephen Marley   | Stephen Marley | 6:00 |
| 4   | "Catch A Fire"             | - Damian Marley - Stephen Marley                        | Stephen Marley | 4:49 |
| 5   | "Still Searchin'"          | - Damian Marley - Yami Bolo                             | Stephen Marley | 5:04 |
| 6   | "She Needs My Love"        | - Damian Marley - Sabor - Damian Marley                 | Stephen Marley | 4:16 |
| 7   | "Mi Blenda"                | - Damian Marley                                         | Stephen Marley | 4:41 |
| 8   | "Where Is The Love"        | - Damian Marley - Eve                                   | Stephen Marley | 5:07 |
| 9   | "Harder" (Interlude)       |                                                         | Stephen Marley | 0:42 |
| 10  | "Born to be Wild"          | - Damian Marley                                         | Damian Marley  | 4:00 |
| 11  | "Give Dem Some Way"        | - Damian Marley - Daddigan                              | Stephen Marley | 4:01 |
| 12  | "Halfway Tree" (Interlude) | - Damian Marley                                         | Stephen Marley | 1:44 |
| 13  | "Paradise Child"           | - Damian Marley - Jimmy Cozier - Mr. Cheeks             | Damian Marley  | 4;01 |
| 14  | "Stuck In Between"         | - Damian Marley                                         | Stephen Marley | 3:43 |
| 15  | "Halfway Tree"             | - Damian Marley                                         | Swizz Beatz    | 5:24 |
| 16a | "Stand A Chance"           | - Damian Marley - Treach - Yami Bolo                    | Damian Marley  | 5:09 |
| 16b | "And You Be Loved"         | - Damian Marley                                         | Damian Marley  | 4:22 |

## Notowania
| Notowanie         | Pozycja |
| ----------------- | ------- |
| Top Reggae Albums | 2       |